# 안현범
안현범(安鉉範, 1994년 12월 21일~)은 대한민국의 축구 선수로, K리그1의 수원 FC에서 미드필더로 활동하고 있다.

## 구단 경력
FC 서울의 유소년 축구교실인 리틀 FC 서울 (현 Future of FC 서울) 출신으로서울갈현초등학교 축구부, 부평고등학교 축구부, 동국대학교 축구부를 거쳐 2015년 울산 현대 축구단에 입단하였다.
2015년 3월 8일 FC 서울과의 리그 개막전에서 데뷔전을 치렀다.
2016년 1월, 제주 유나이티드로의 이적하여 28경기 8골 4도움을 기록하여 K리그 영플레이어상을 수상하였다.
2018시즌을 앞두고 군 문제로 인해 아산 무궁화 축구단으로 입대했다. 2018년 5월 6일 열린 FC 안양과의 경기에서 멀티골을 터뜨리며 팀의 2-1 승리를 이끌었다.

## 국가대표팀 경력
2014년 5월 열린 툴롱컵에 참가하는 대한민국 U-23 국가대표팀에 선발되었다.
2023년 6월에 대한민국 국가대표팀에 발탁되었으며, 6월 16일에 페루와의 친선 경기를 통해 A매치에 처음으로 출전했다.

## 통계

### 국가대표팀
| # | 날짜            | 장소 | 홈 팀    | 최종 결과 | 원정팀 | 대회      | 득점 | 비고 |
| - | --------------- | ---- | -------- | --------- | ------ | --------- | ---- | ---- |
| 1 | 2023년 6월 16일 | 부산 | 대한민국 | 0 - 1     | 페루   | 친선 경기 | -    |      |

## 수상

### 팀

#### 아산 무궁화 축구단
- K리그2 우승: 2018

#### 제주 유나이티드
- K리그2 우승: 2020

### 개인
- K리그 영플레이어상: 2016
- K리그2 베스트 11: 2018, 2020